# Great Bealings
Great Bealings est un village et une paroisse civile du Suffolk, en Angleterre.